# Philippe Cospéan
Philippe Cospéan (ou Cospéau, Cospeau, Cospeaux) est un prélat et prédicateur français d'origine belge, né à Mons le 15 février 1571, et mort au château de Loges, près de Lisieux, le 8 mai 1646.

## Biographie

### Jeunesse et études
Philipe Cospeau est né le 15 février 1571 à Mons. Ses parents appartenaient tous deux à la bonne bourgeoisie de la cité. Les biens familiaux furent confisqués et vendus à la suite du retour de la ville en main catholique en 1572, son père Louis Cospeau ayant soutenu les rebelles protestants. Une amnistie générale en 1574 permit à la famille de reprendre sa place dans la société montoise. Après avoir fait ses humanités au collège de Houdain, Cospeau fréquenta l'université de Louvain, où il remporta le titre de maître des arts et enseigna la philosophie.

### Carrière universitaire et ecclésiastique
En 1598, il profita de la paix de Vervins entre France et Espagne pour étudier la théologie à Paris. Pauvre, il se fait alors valet d'études de l'abbé d'Épernon, futur cardinal de La Valette, fils du duc d'Épernon, un des plus hauts personnages du royaume. Grâce à la protection du duc d'Épernon, il devient docteur en Sorbonne en 1604, où il enseigna la philosophie et la théologie.
Après s'être fait naturaliser, il fut nommé évêque d'Aire-sur-l'Adour en 1607, toujours grâce à l'appui d'Épernon. Il devient ensuite évêque de Nantes en 1622, puis évêque de Lisieux de 1636 à sa mort.

### À la cour de France
Un évêque dit "de cour", Cospeau fut aumônier principal auprès de la reine Marguerite de Navarre, et devint un membre influent dans l'entourage d'Henri IV et de ses successeurs. Il assista spirituellement Anne d'Autriche lors de l'accouchement de Louis XIV, et était l'un des ecclésiastiques présents lors de la mort de Louis XIII.
Richelieu, ayant été son élève, tenait Cospeau dans une certaine estime, mais se méfiait de sa franchise. Il fut membre du conseil de Conscience lors de la Régence, mais il ne plaisait pas à Mazarin, qui le croyait proche de la Cabale des Importants. Il s'arrangea pour faire rentrer Cospeau dans son diocèse malgré les réticences d'Anne d'Autriche, où il mourut le 8 mai 1646.
Cospeau est aussi connu pour ses positions ambiguës et sa modération lors de la dispute théologique entre jansénistes et anti-jansénistes. Il intervint sans succès auprès de Richelieu pour faire libérer Saint-Cyran à la suite de son arrestation, mais il n'accueillit pas bien la parution du livre d'Antoine Arnauld sur la Fréquente Communion.
La réputation de prédicateur de Philippe Cospéan tient principalement au fait que ce fut lui qui prononça l'éloge funèbre d'Henri IV à Notre-Dame de Paris lors des obsèques du roi. Il passe aussi pour avoir été l'une des sources d'inspiration de Bossuet.

## Armes
Ses armes reprennent celle de la Maison de Haynin.

## Publications principales
- Oraison funèbre prononcée dans la grande église de Paris aux obsèques de Henry le grand roy très chrestien de France et de Navarre, Paris, 1610[3]
- Remonstrance dv clergé de France, faicte au Roy le 18. iuillet. Assisté de messeigneurs les illustrissimes cardinaux de Sourdis & de Guise, et de messeigneurs les reuerendissimes archeuesques & euesques, & autres deputez de l'Assemblee generalle du clergé, 1617[4]
- Epistre apologétique de Révérend Père en Dieu Mre Philippes Cospéan,... au très-illustre cardinal Bentivole,... pour le Révérend Père de Bérule, 1622
- Rever. Domini Philippi Cospeani,... ad illustrissimum cardinalem Bentivolium,... pro R. P. Berullio Epistola apologetica, 1622[5]